# Psilanthus brassii
Psilanthus brassii là một loài thực vật có hoa trong họ Thiến thảo. Loài này được (J.-F.Leroy) A.P.Davis mô tả khoa học đầu tiên năm 2003.